# Gyula Cseszneky
Gyula István Cseszneky de Milvány et Csesznek, (Nagymajor, Hungria em 1914- Brasil, após 1970), foi um poeta, tradutor, aventureiro e, como Julio I, um voivoda macedônio.
Durante a Segunda Guerra Mundial, em 1941, tornou-se conselheiro de Aimone de Aosta que era, naquele tempo, o rei Tomislao II do Estado independente da Croácia. No outono de 1943, antes do desembarque dos Aliados, a área foi tomada pela Alemanha nazista, por quem o Voivode Grande foi deposto e preso pela Gestapo. No entanto, ele foi libertado após a intervenção do general Edmund Glaise von Horstenau.
Após a Segunda Guerra, foi com Aimone de Aosta para a Argentina.